# Интелигенция
Интелигенция е наименование на обособена социална група от хора, които професионално упражняват висококвалифициран умствен, предимно творчески, труд в областите, непосредствено свързани със създаването, съхраняването, разпространяването и социализацията на духовните ценности. Формира се без оглед на социалните слоеве. Подразделя се на научна, техническа, педагогическа, медицинска, художествена и др. Терминът интелигенция е въведен през 70-те г. на 19 век от руския писател П. Д. Боборикин. В съвременната социологическа литература се прави разграничение между „интелигент“ като представител на масовите интелектуални професии и „интелектуалец“ като принадлежащ към елита на интелигенцията.